# Primary Trust
Primary Trust è un'opera teatrale di Eboni Booth, portata al debutto a New York nel 2023 e vincitrice del Premio Pulitzer per la drammaturgia nel 2024.

## Trama
Kenneth vive una vita modesta nell'Upstate New York, ma il licenziamento lo spinge a riconsiderare la propria esistenza.

## Debutto
La pièce ha avuto la sua prima assoluta al Laura Pels Theatre dell'Off-Broadway il 4 maggio 2023 per la regia di Knud Adams. Il cast era composto da William Jackson Harper (Kenneth), Eric Berryman (Bert), April Matthis (Corrina) e Jay O. Sanders (Clay). Per la sua interpretazione nel ruolo del protagonista, Jackson Harper ha vinto l'Obie Award e l'Outer Critics Circle Award ed è stato candidato al Drama Desk Award, Drama League Award e al Lucille Lortel Award. Oltre al Pulitzer, la pièce ha vinto anche l'Outer Critics Circle Award alla migliore opera teatrale dell'Off-Broaway.
Il testo dell'opera è stato pubblicato nel 2024 dalla Samuel French.